# Jana Podlipná
Jana Podlipná (* 19. ledna 1984 Ostrov nad Ohří) je česká herečka, režisérka a překladatelka.

## Život
Po absolvování karlovarského gymnázia studovala na Divadelní fakultě Akademie múzických umění v Praze. Ihned po absolutoriu začala studovat režii a dramaturgii na Janáčkově akademii múzických umění v Brně. Poté pokračovala ve studiu herectví a režie na semináři Maxe Reinhardta na Universität für Musik und darstellende Kunst Wien.
V sezóně 2009/2010 pracovala jako asistentka režie v Schauspielhaus Graz v Štýrském Hradci. Poté hrála v německých a českých filmech a televizních seriálech a působila jako režisérka a dramaturgyně v Schauspielhaus Graz, v Divadle v Řeznické v Praze a v brněnském divadle Marta. Do češtiny přeložila hry Schwarzes Tier Traurigkeit od Anji Hilling a Das Leben hält bis zuletzt Überraschungen bereit od Guye Helmigera.

## Film
- 2006: Obsluhoval jsem anglického krále, režie Jiří Menzel
- 2008: Minuta do dvanácté, režie David Nedoma – cena za nejlepší ženský herecký výkon v hlavní roli – Festival PAF 2009, Praha
- 2010: 3faltig, režie Harald Sicheritz
- 2010: Faust, režie Alexandr Sokurov

## Televizní tvorba
- 2007: Boží duha, režie Jiří Svoboda, Fernsehfilm
- 2007: Ordinace v růžové zahradě, režie Moris Issa
- 2007: Letiště, režie Radim Špaček
- 2008: Taco und Kaninchen, režie Tanja Roitzheim
- 2010: Schnell ermittelt – Ivanka, režie Michi Riebl
- 2010: Seine Mutter und ich, režie Wolfgang Murnberger
- 2010: Die Gipfelzipfler, režie Harald Sicheritz
- 2010: SOKO Kitzbühel – Auf Liebe und Tod, režie Olaf Kreinsen
- 2010: Alpenklinik – Liebe heilt die Wunden, režie Peter Sämann
- 2013: Mediator, režie Sabine Derflinger
- 2013: Die Auslöschung, režie Nikolaus Leytner
- 2016: Landkrimi – Drachenjungfrau
- 2022: Landkrimi – Zu neuen Ufern (televizní seriál)

## Krátké filmy
- 2007: Kočka a internet, režie Mikoláš Orlický
- 2007: Dominik, režie Arťom Krukovič
- 2008: Ecphronia, režie Mikoláš Orlický

## Divadlo (výběr)
- Melodram Ariadna na Naxu od Jiřího Antonína Bendy, dirigent Roman Válek
- Péťa a vlk od Sergeje Prokofjeva, Dirigent Alexander Apolín
- Racek od Antona Pavloviče Čechova, režie Václav Martinec
- jednoaktovka od Pierre-Henri Camiho, režie Jaroslav Šmíd a Tomáš Pavelka, role: Lukrecia Borgia
- Krvavý román od Josefa Váchala, režie Tomáš Pavčík, role Elzevíra